# Cymophorus leopoldi
Cymophorus leopoldi är en skalbaggsart som beskrevs av Thierry Bourgoin 1929. Cymophorus leopoldi ingår i släktet Cymophorus och familjen Cetoniidae. Inga underarter finns listade i Catalogue of Life.